# FEB Eredivisie 1981-1982
La FEB Eredivisie 1981-1982 è stata la 37ª edizione del massimo campionato olandese di pallacanestro maschile. La vittoria finale è stata ad appannaggio del Donar Groningen.

## Risultati

### Stagione regolare
|     | Squadra             | G  | V  | P  | PF   | PS   | Pt. | Qualificazione |
| --- | ------------------- | -- | -- | -- | ---- | ---- | --- | -------------- |
| 1.  | EBBC Den Bosch      | 36 | 31 | 5  | 3327 | 2881 | 67  | playoff        |
| 2.  | Donar Groningen     | 36 | 29 | 7  | 3540 | 3000 | 65  | playoff        |
| 3.  | Leida               | 36 | 28 | 8  | 3241 | 2764 | 64  | playoff        |
| 4.  | Amstelveen          | 36 | 22 | 14 | 3138 | 2966 | 58  | playoff        |
| 5.  | Punch Delft         | 36 | 18 | 18 | 2984 | 2991 | 54  |                |
| 6.  | Flamingo's Haarlem  | 36 | 14 | 22 | 2682 | 2924 | 50  |                |
| 7.  | DBV Rowic           | 36 | 11 | 25 | 2900 | 3167 | 47  |                |
| 8.  | Canadians Amsterdam | 36 | 10 | 26 | 2719 | 3027 | 46  |                |
| 9.  | Tonego              | 36 | 9  | 27 | 2954 | 3325 | 45  | retrocesse     |
| 10. | Noordkop            | 36 | 8  | 28 | 2782 | 3222 | 44  | retrocesse     |

### Playoff
|  | Semifinali | Semifinali      | Semifinali |                 |    | Finale         | Finale | Finale |  |
|  |            |                 |            |                 |    |                |        |        |  |
|  | 1.         | EBBC Den Bosch  | 2          |                 |    |                |        |        |  |
|  | 1.         | EBBC Den Bosch  | 2          |                 |    |                |        |        |  |
|  | 4.         | Amstelveen      | 1          |                 |    |                |        |        |  |
|  | 4.         | Amstelveen      | 1          |                 | 1. | EBBC Den Bosch | 1      |        |  |
|  |            |                 |            |                 | 1. | EBBC Den Bosch | 1      |        |  |
|  |            |                 | 2.         | Donar Groningen | 3  |                |        |        |  |
|  | 2.         | Donar Groningen | 2.         | Donar Groningen | 3  | 2              |        |        |  |
|  | 2.         | Donar Groningen |            |                 |    |                |        |        |  |
|  | 3.         | Leida           | 1          |                 |    |                |        |        |  |

| Eredivisie 1981-1982      |
| ------------------------- |
| Donar Groningen 1º titolo |

## Formazione vincitrice
| N° | Naz.                   | Ruolo | Sportivo        |  | Alt. |  |
| -- | ---------------------- | ----- | --------------- |  | ---- |  |
|    | Stati Uniti (bandiera) |       | Jimmy Moore     |  |      |  |
|    | Stati Uniti (bandiera) | C     | David Lawrence  |  | 208  |  |
|    | Paesi Bassi (bandiera) | G     | Martin de Vries |  | 204  |  |

## Premi e riconoscimenti
- MVP dell'anno:  Wilson Washington, Amstelveen
- Rookie dell'anno:  Jos Kuipers, EBBC Den Bosch
- Allenatore dell'anno:  Edwin van der Hart, Canadians Amsterdam
- Quintetto ideale:
  -  Mitchell Plaat, Leida
  -  Scott Runia, Amstelveen
  -  Kees Akerboom, EBBC Den Bosch
  -  Jimmy Moore, Donar Groningen
  -  Wilson Washington, Amstelveen
- Quintetto difensivo:
  -  Dan Cramer, EBBC Den Bosch
  -  Wilson Washington, Amstelveen
  -  Charles Kirkland, Flamingo's Haarlem
  -  Jimmy Moore, Donar Groningen
  -  Mitchell Plaat, Leida